# Shinichi Kudo
Shinichi Kudo (工藤 新一 Kudō Shin'ichi) és el protagonista de la sèrie manga i d'anime Detectiu Conan, creada per Gosho Aoyama. És un estudiant japonès de 17 anys i un conegut detectiu adolescent. Membres d'una organització criminal li fan prendre un verí que l'encongeix i el converteix en un nen de sis anys. Adopta llavors el pseudònim de Conan Edogawa per protegir-se dels que l'han enverinat. Viu amb la seva amiga de la infància, Ran Mouri, i el seu pare, el detectiu Kogoro Mouri, mentre espera el dia que pugui derrocar l'Organització dels Homes de Negre i recuperar la seva mida normal.

## Informació del personatge
Al principi de la sèrie, en Shinichi és un estudiant a l'Institut de Teitan de Tòquio. Ja era conegut arreu com a detectiu adolescent, i havia ajudat la policia a resoldre casos. Està enamorat de la seva amiga de la infància, Ran Mouri, però no li confessa els seus sentiments per tossuderia i timidesa. Durant una trobada amb la Ran en un parc d'atraccions, en Shinichi veu dos homes vestits de negre durant un intercanvi sospitós. El descobreixen i li fan prendre un verí experimental amb la intenció de matar-lo. Tanmateix, un efecte secundari fa que en Shinichi s'encongeixi i es converteixi en un nen petit. Amb l'ajuda del professor Agasa, adopta la identitat d'en Conan Edogawa, nom format a partir dels d'Arthur Conan Doyle i Edogawa Ranpo. Així vol evitar que els que l'han encongit, l'Organització dels Homes de Negre, el trobin i el matin a ell i als del seu voltant. Precisament per aquesta raó decideix no revelar la seva identitat a ningú més.
En Shinichi, ja com a Conan, fa veure que és un parent llunyà del professor Agasa i se'n va a viure a casa de la Ran i el seu pare, en Kogoro Mouri, que té una agència de detectius. En Shinichi i el professor Agasa pensen que d'aquesta manera podran aconseguir pistes que els portin fins als Homes de Negre. Pel que fa a la desaparició d'en Shinichi, en Conan s'ha d'inventar maneres creatives d'enganyar la Ran i fer-li creure que no tornarà fins que no hagi resolt un cas molt difícil. És una tasca difícil a mesura que la Ran comença a sospitar de la seva identitat.
Com a nen de set anys, en Conan ha d'anar a l'escola primària, on forma la Lliga de Detectius Júnior amb uns amics. També ajuda secretament en Kogoro Mouri a resoldre els seus casos, amb l'ajuda de diversos invents del professor Agasa: un llaç modulador de veu, que li permet simular la veu de qualsevol persona; un rellotge amb dards anestèsics, que li permet adormir en Kogoro per poder fer les deduccions pertinents; unes ulleres radar o unes vambes d'alta intensitat, entre d'altres.
Les investigacions sobre l'Organització dels Homes de Negre el porten a descobrir l'existència d'un equip de l'FBI al Japó, que també l'estan investigant. La seva col·laboració amb els agents Jodie Starling i Shuichi Akai els permet capturar-ne un dels membres, la Kir. Descobreixen que és una agent de la CIA i la tornen a l'organització perquè continuï la feina d'espionatge.